# بابلو ألكوليا
بابلو ألكوليا (بالإسبانية: Pablo Alcolea)‏ (23 مارس 1989 بسرقسطة في إسبانيا - ) هو لاعب كرة قدم إسباني في مركز حراسة المرمى. لعب مع ريال سرقسطة وDeportivo Aragón ‏.

## وصلات خارجية
- بابلو ألكوليا على موقع قاعدة بيانات كرة القدم.إي يو (الإنجليزية)
- بابلو ألكوليا على موقع Soccerway.com (الإنجليزية)
- بابلو ألكوليا على موقع AS.com (الإسبانية)